# Bilel Ben Messaoud
Bilel Ben Messaoud (ur. 8 sierpnia 1989) – tunezyjski piłkarz grający na pozycji ofensywnego pomocnika. Od 2012 jest zawodnikiem klubu Étoile du Sahel.

## Kariera klubowa
Swoją karierę piłkarską Ben Messaoud rozpoczął w klubie AS Marsa. W sezonie 2007/2008 awansował do kadry pierwszego zespołu i wtedy też zadebiutował w jego barwach w pierwszej lidze tunezyjskiej. W sezonie 2008/2009 spadł z Marsą do drugiej ligi, ale w sezonie 2009/2010 wrócił z nią do pierwszej.
Latem 2012 roku Ben Messaoud przeszedł do Étoile du Sahel. Zadebiutował w nim 26 sierpnia 2012 w zremisowanym 0:0 wyjazdowym meczu z AS Marsa.
| Sezon   | Klub            | Kraj    | Rozgrywki | Mecze | Bramki |
| ------- | --------------- | ------- | --------- | ----- | ------ |
| 2007/08 | AS Marsa        | Tunezja | CLP 1     | ?     | ?      |
| 2008/09 | AS Marsa        | Tunezja | CLP 1     | ?     | ?      |
| 2009/10 | AS Marsa        | Tunezja | CLP 2     | 22    | 6      |
| 2010/11 | AS Marsa        | Tunezja | CLP 1     | 17    | 6      |
| 2011/12 | AS Marsa        | Tunezja | CLP 1     | 19    | 7      |
| 2012/13 | Étoile du Sahel | Tunezja | CLP 1     |       |        |

## Kariera reprezentacyjna
W reprezentacji Tunezji Ben Messaoud zadebiutował 27 maja 2012 roku w wygranym 5:1 towarzyskim meczu z Rwandą, gdy w 80. minucie zmienił Hamdiego Harbaouiego.